# Parada (czasopismo literackie)
Parada – polskie czasopismo ukazujące się w latach 1943–1945 w Kairze i Rzymie.
Pismo wzorowane było na angielskich magazynach ilustrowanych. Pierwszy numer ukazał się 18 kwietnia 1943. Redaktorami pisma byli Władysław Cichy oraz Zofia Hertz, zaś czołowym publicystą Juliusz Mieroszewski. Drukowano teksty autorów, takich jak Władysław Broniewski, Kazimierz Wierzyński, Artur Międzyrzecki, Tadeusz Wittlin. Pismo zawierało bogato ilustrowane wiadomości bieżące, informacje o ruchu wydawniczym, sprawozdania i recenzje książek, wiersze i prozę wspomnieniową.